# Fissativo
In profumeria, un fissativo è una sostanza naturale o sintetica che, aggiunta a componenti volatili, ne riduce la velocità di evaporazione e ne migliora la stabilità. Ciò permette una maggiore durata del prodotto finale, permettendo alla fragranza originale di persistere più a lungo.
I fissativi sono materie prime indispensabili per l'industria dei profumi.  Esempi di fissativi comprendono l'ambra grigia, l'olio di sandalo, il muschio, il vetiver, lo scatolo, la radice di alcune specie di iris rizomatosi e l'essenza di bergamotto. In alcuni casi, per esempio per la produzione di saponi, può essere adoperato l'olio di ricino.
I fissativi naturali solitamente possiedono una fragranza che costituisce una nota di base in profumeria, il che rispecchia la loro bassa volatilità.